# Catedral del Ártico

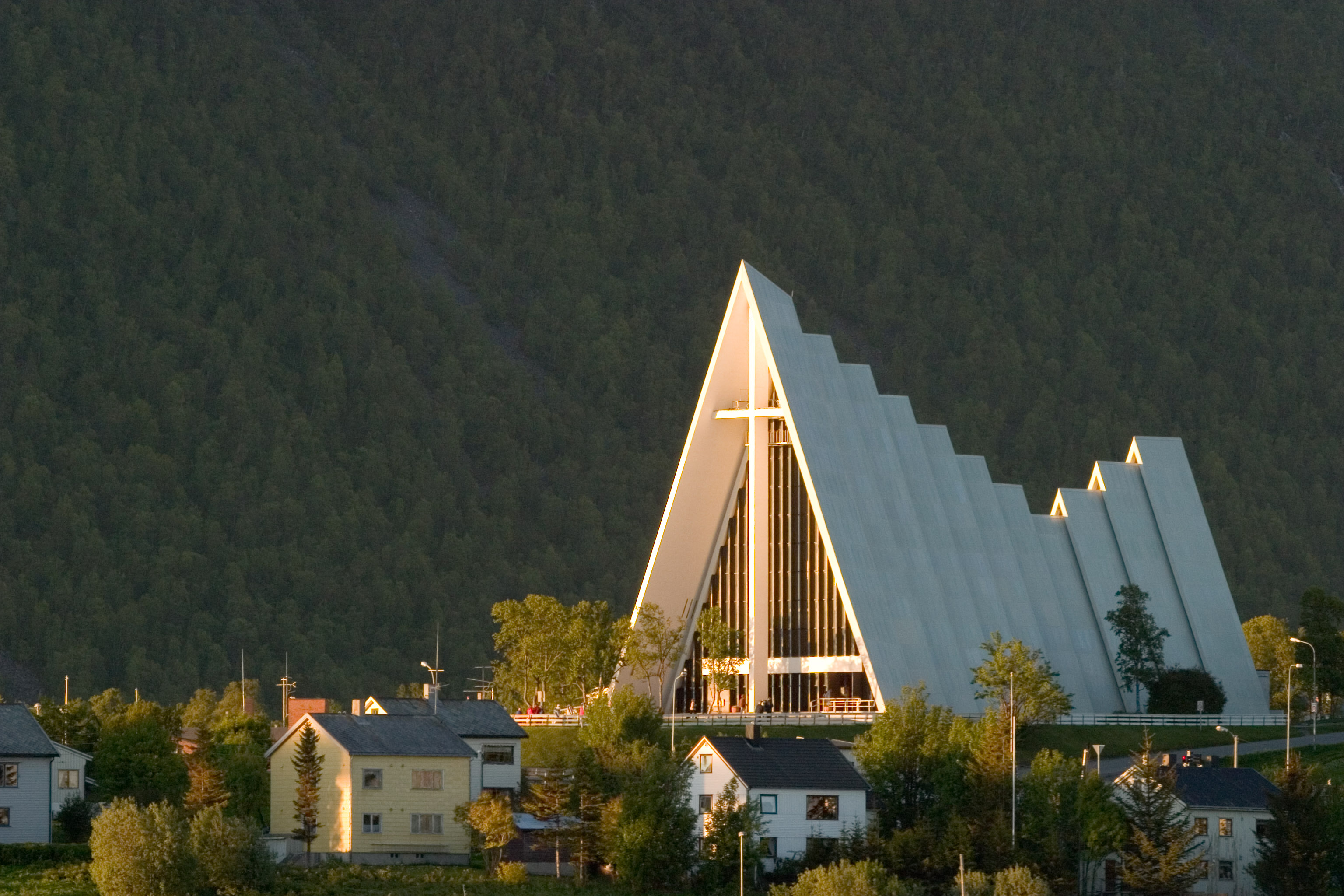
La Catedral del Ártico iluminada por el sol de medianoche (por su cercanía al polo).

La iglesia de Tromsdalen (en noruego: Tromsdalen Kirke), comúnmente conocida como catedral del Ártico (Ishavskatedralen, literalmente «La Catedral del océano Ártico»), es una iglesia Lúterana del barrio de Tromsdalen, en Tromsø, Noruega, construida en 1965. La iglesia es una iglesia parroquial y, eclesiásticamente hablando, no es una catedral.
La iglesia fue diseñada por Jan Inge Hovig y construida principalmente en hormigón. Debido a la diferente imagen y situación, a menudo se la ha llamado «El teatro de ópera de Noruega», comparándolo a la famosa Ópera de Sídney, en Australia. La iglesia es probablemente lo más destacado de Tromsø, aunque la ciudad tiene otra iglesia de interés, la Catedral de Tromsø que se caracteriza por ser la única catedral de madera en Noruega y por ser la catedral más al norte del mundo.
69°38′53″N 18°59′14″E / 69.648167, 18.987360

## Galería de imágenes

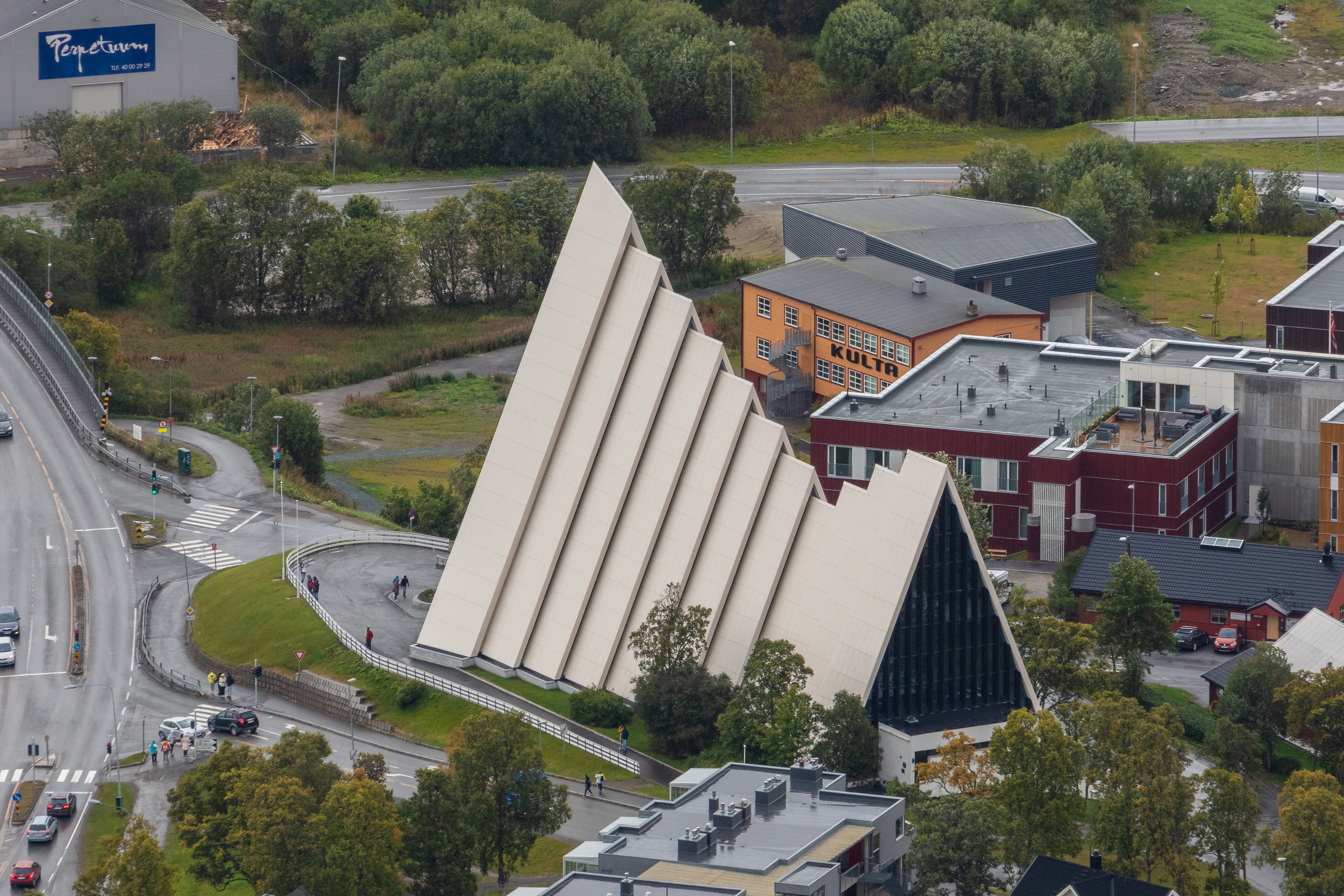
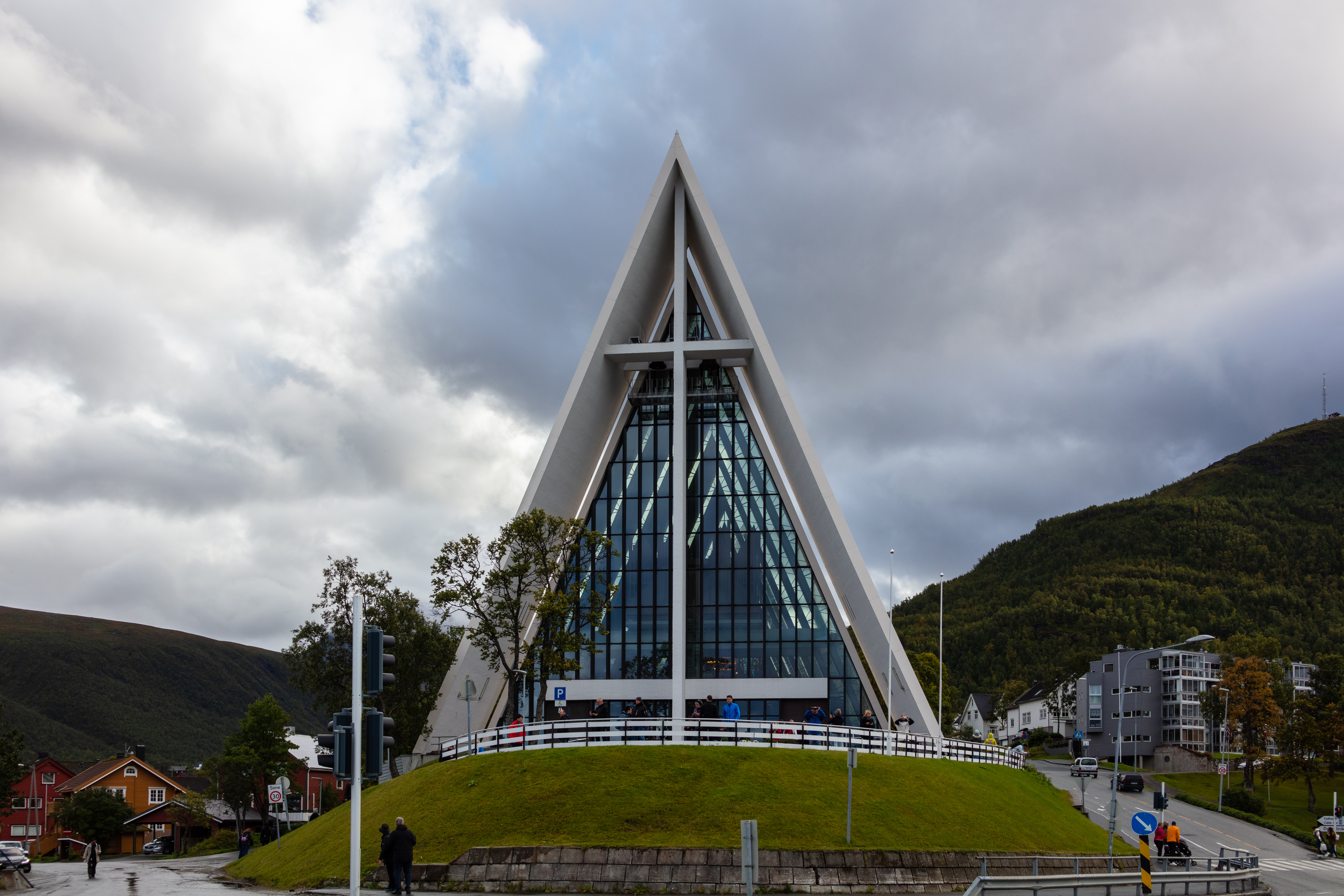
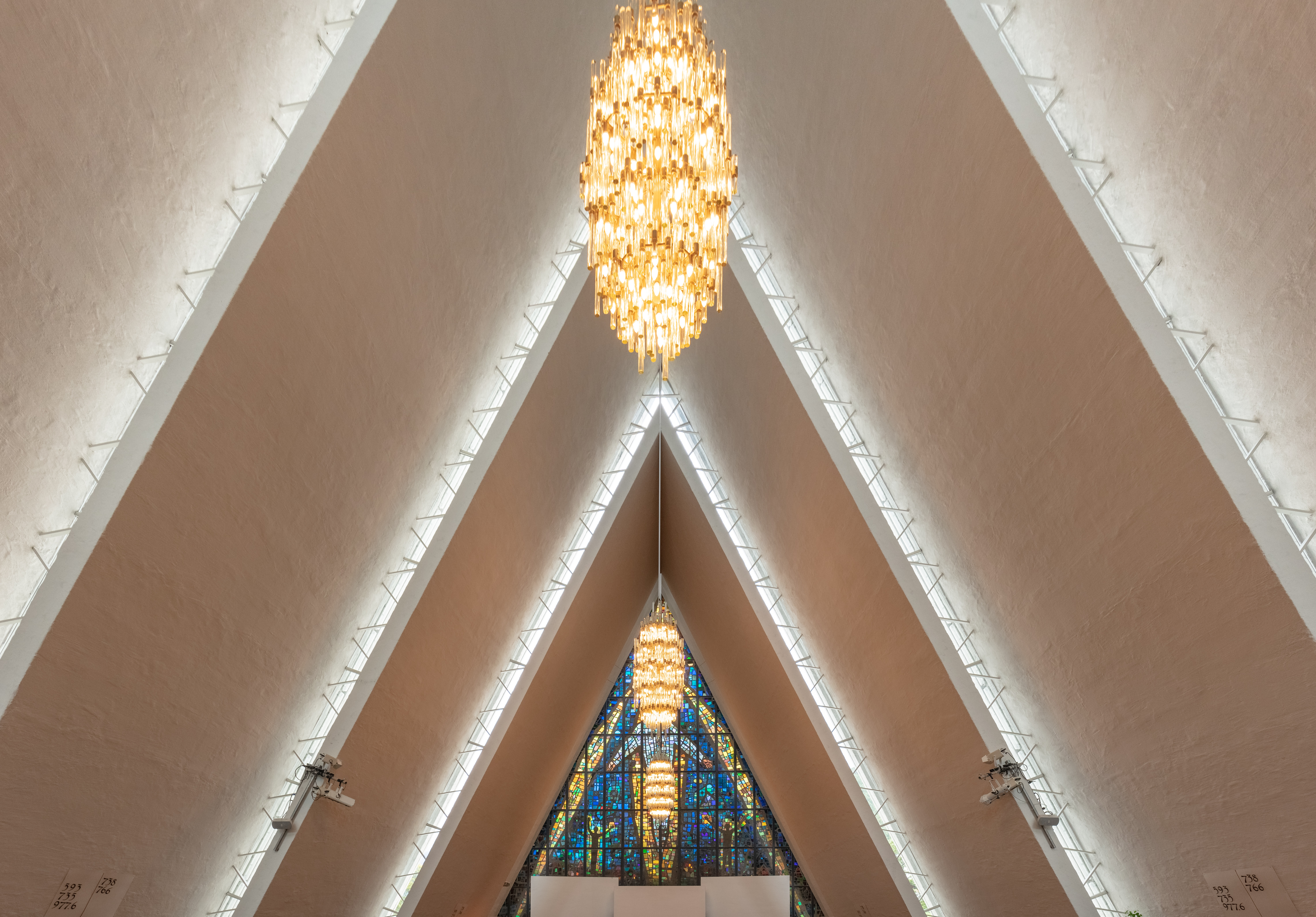
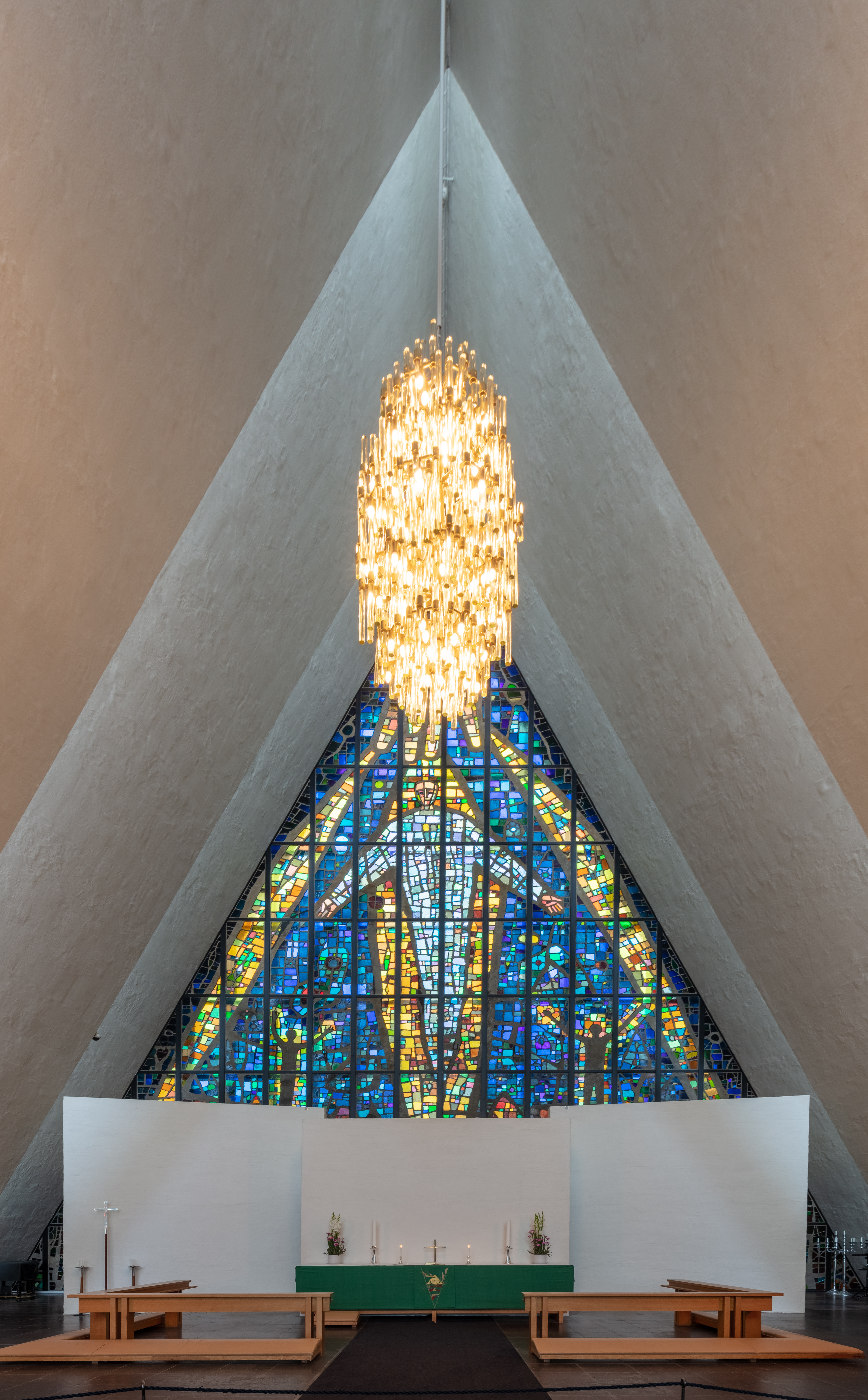
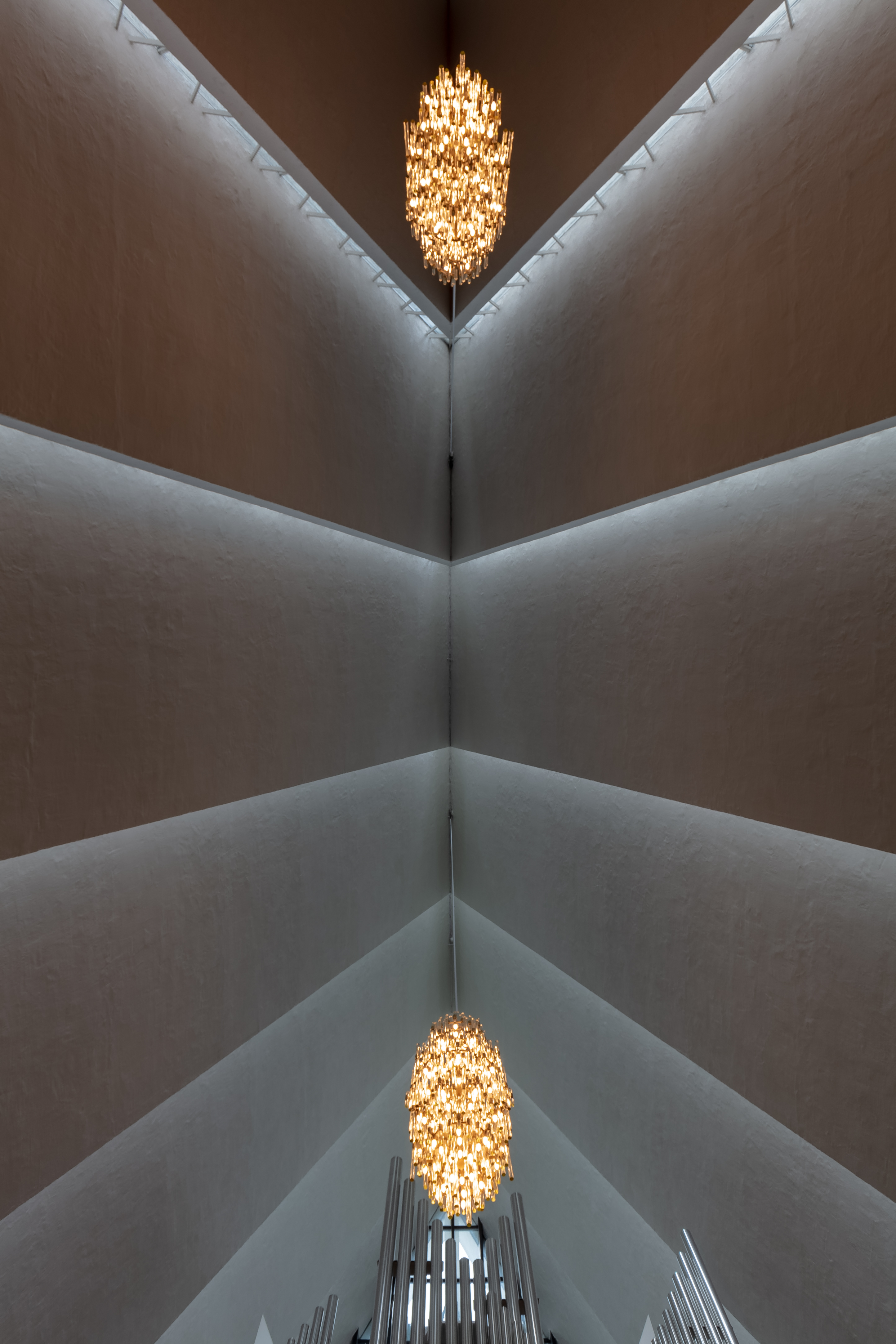
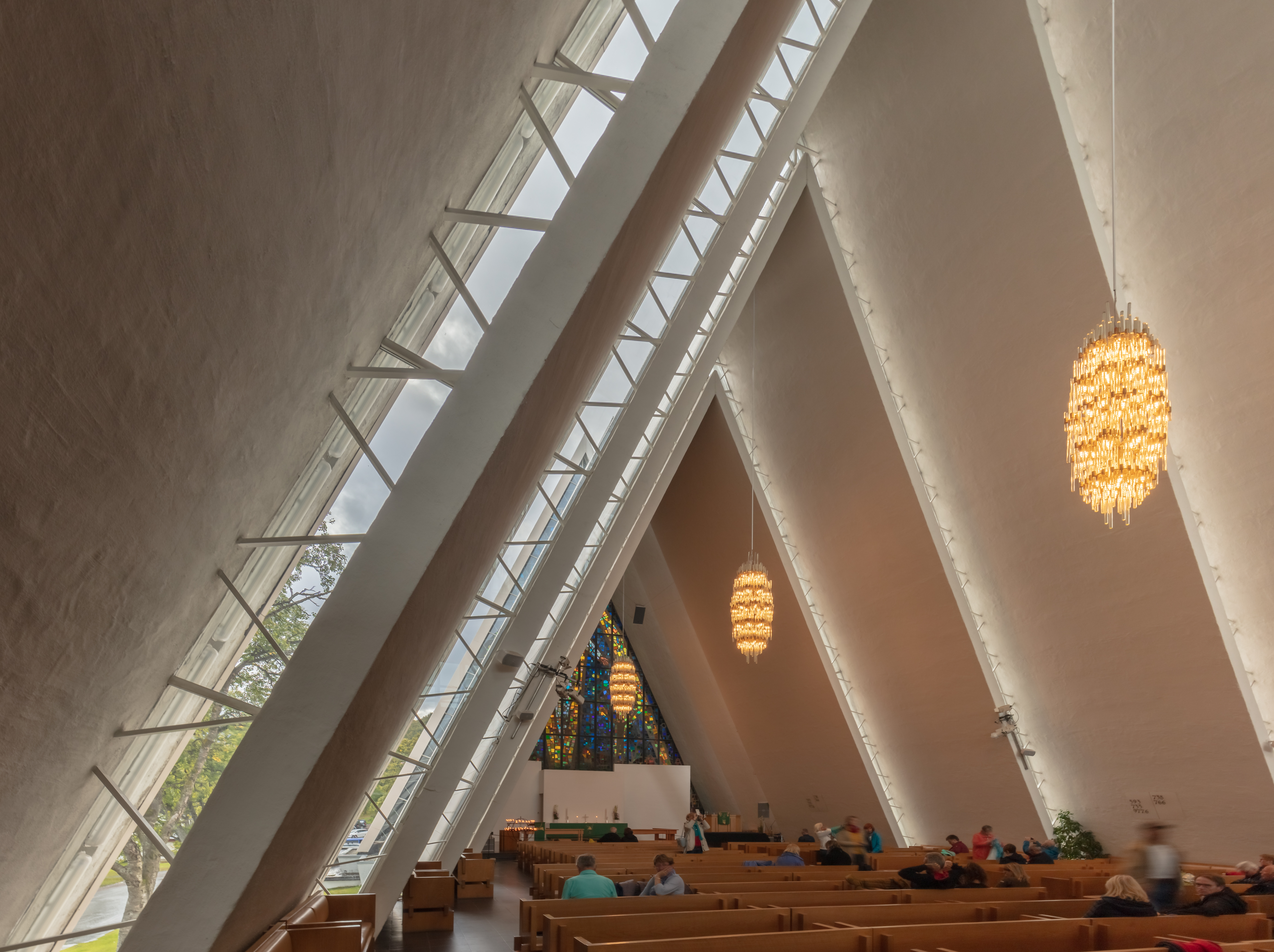
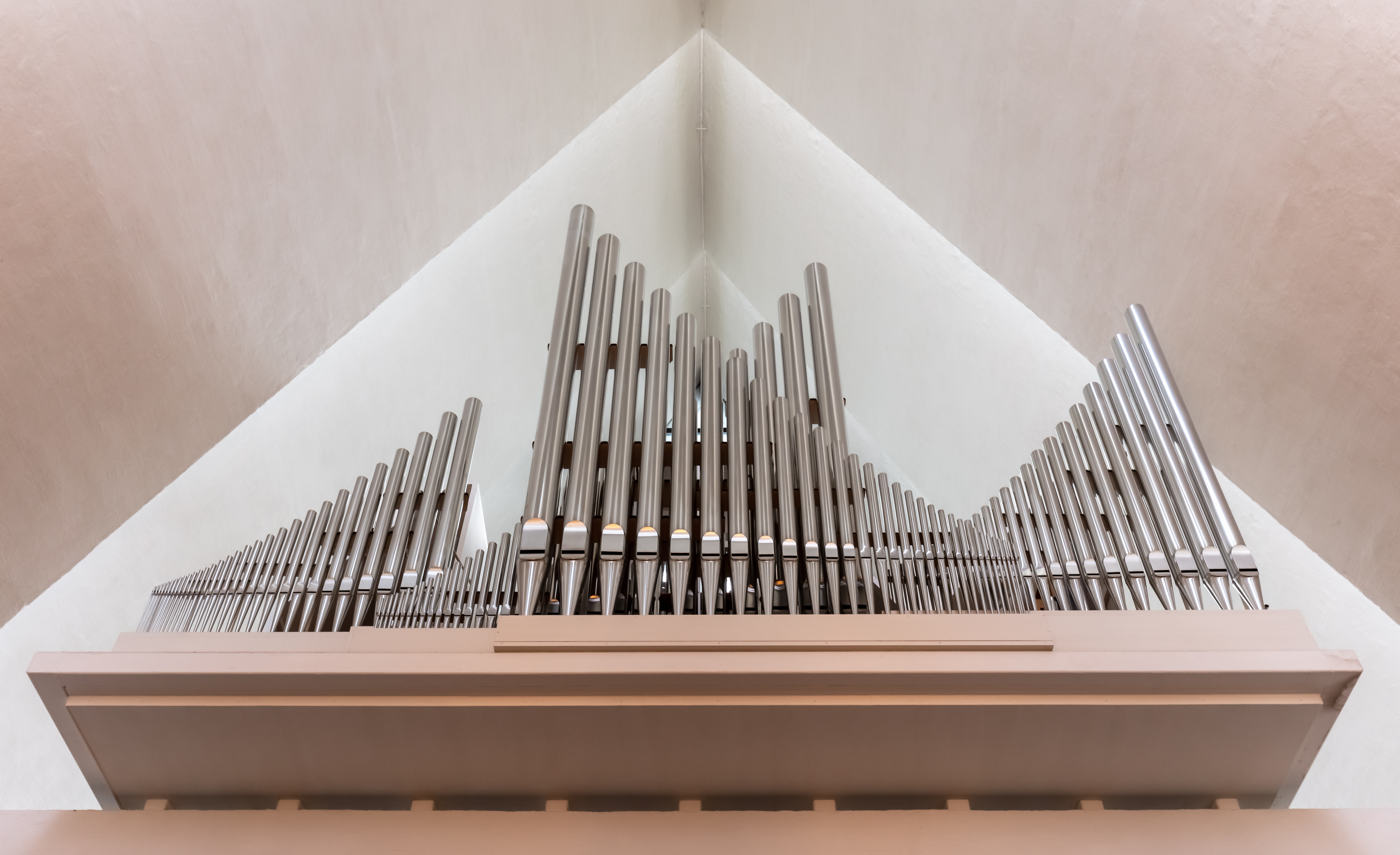